# Yooka-Laylee and the Impossible Lair
Yooka-Laylee and the Impossible Lair (с англ. — «Юки-Лейли и непроходимое логово») — компьютерная игра в жанре платформера, разработанная Playtonic Games и выпущенная Team17 8 октября 2019 года на платформах Microsoft Windows, PlayStation 4, Nintendo Switch и Xbox One. Является спин-оффом Yooka-Laylee (2017).

## Игровой процесс
Yooka-Laylee and the Impossible Lair — двумерный платформер-сайд-скроллер. Игрок проходит уровни, управляя хамелеоном Юка и летучей мышкой Лейли. По мере прохождения уровней игрок собирает перья и монеты T.W.I.T., а также освобождает членов «Beetalion». Каждый освобождённый персонаж даёт Юке и Лейли дополнительное очко здоровья для последнего уровня, непроходимого логова, а монеты T.W.I.T. используются для разблокировки новых зон. Игрок может начать прохождение финального уровня в любой момент, однако игра поощряет предварительное прохождение остальных уровней.
Также в игре присутствуют тоники из оригинальной игры — специальные зелья, которые может выпить Юка, что может изменить игровой процесс различными способами. Между уровнями игрок попадает в изометрический трёхмерный надземный мир, в котором можно поговорить с персонажами и порешать головоломки, что будет награждено новыми перьями и тониками.

## Разработка
Yooka-Laylee and the Impossible Lair разработана студией Playtonic Games, образованной из бывших сотрудников Rare. Несмотря на сходство игры с Donkey Kong Country, разработчики решили не использовать ярлык «духовный наследник» для рекламы игры. Игра была анонсирована 8 июня 2019 года издателем Team17 и выпущена 8 октября 2019 года.
Независимо 16 октября 2019 года лейблом Materia Collective был выпущен саундтрек игры на Bandcamp. В сочинении музыки участвовали Дэвид Уайз, Грант Киркхоуп, Мэтт Гриффин и Дэн Мурдох.

## Критика
| Сводный рейтинг       | Сводный рейтинг                                |
| Агрегатор             | Оценка                                         |
| --------------------- | ---------------------------------------------- |
| GameRankings          | 83,32 %                                        |
| Metacritic            | NS: 81/100 PC: 81/100 PS4: 82/100 XONE: 84/100 |
| Иноязычные издания    |                                                |
| Издание               | Оценка                                         |
| Destructoid           | 7/10                                           |
| Game Informer         | 8,5/10                                         |
| GameSpot              | 6/10                                           |
| IGN                   | 8,7/10                                         |
| Jeuxvideo.com         | 16/20                                          |
| Nintendo Life         | 9/10                                           |
| Nintendo World Report | 8/10                                           |

Yooka-Laylee and the Impossible Lair получила в основном положительные отзывы критиков; на агрегаторе рецензий Metacritic средний балл игры составил 81 из 100 на ПК и Nintendo Switch, 82 из 100 на PlayStation 4 и 84 из 100 на Xbox One. Давид Жаньо из IGN описал игру как «великолепную современную вариацию 2D-платформера». Том Филлипс из Eurogamer отметил, что игра «проработана куда лучше, чем предыдущие творения студии», отметив современный подход к геймдизайну. Брайан Шеа из Game Informer похвалил игру за реиграбельность и свежий взгляд на жанр двумерных платформеров.
Основная критика относилась к недостаткам геймдизайна. Бретт Македонски из Destructoid написал, что игра ему в целом понравилась, однако в дизайне уровней и управлении он не нашёл ничего новаторского или особенно хорошего. Хайден Динман из PC World посчитал сложность игры слишком высокой.

### Награды
Игра была номинирована на NAVGTR Awards в номинации «Точность управления».